# Аквітанська дорога

Аквітанська дорога (червоний колір) на карті римських доріг в Галлії

Аквітанська дорога (лат. Via Aquitania) — римська дорога, збудована в 118 році до н.е. в Галлії. Дорога починалась в столиці Нарбонської Галлії Нарбо-Марціус (лат. Narbo Martius, зараз Нарбонн), де вона відгалужувалась від Доміцієвої дороги та йшла через Тулузу та Бурдігалу (зараз Бордо) до берега Атлантичного океану. Мала довжину близько 250 миль (400 км). 
Дорога була побудована близько 118 р. до н.е., але достеменно невідомо, хто керував будівництвом. Її будівництво почалось після перемоги римлян під керівництвом консула Гнея Доміція Агенобарба та консула Квінта Фабія Максима над племенами Аллоброгів та арвернів в 121 р. до н.е. 
Ця перемога фактично відкрила шлях для проникнення римлян в Південну Галлію. Згодом Гней Доміцій Агенобарб став проконсулом Галлії і в 118 р. до н.е. заснував місто Нарбо-Марціус, побудував Доміцієву дорогу. Тому більшість дослідників вважають, що саме Агенобарб був керівником будівництва Аквітанської дороги, яка служила для просування римлян в Аквітанію.